# Ransbeek-Heembeek
Ransbeek of Ransbeek-Heembeek was een gehucht van de Belgische gemeente Neder-Over-Heembeek, gelegen ten noorden van de historische kern van de parochie Neder-Heembeek.

## Geschiedenis
Rond 1141 werd hier de Slag bij Ransbeek gestreden tijdens de Grimbergse Oorlogen.
Het gehucht ontstond bij de kruising van het kanaal met de huidige steenweg op Buda, een oude landweg die naar Machelen, Diegem en Haren leidde. Het belangrijkste gebouw in het gehucht was het kasteel van Mariansart. Ten noorden van Ransbeek, op grondgebied van de stad Vilvoorde bevond er zich de Sluis van Ransbeek, ook de sluis van Drie Fonteinen geheten. Deze sluis verdween bij de moderniseringswerken aan het kanaal die startten in 1900. Het kasteel van Mariansart en de sluis zijn zichtbaar op de Ferrariskaarten, die opgemaakt werden aan het einde van de 18e eeuw.

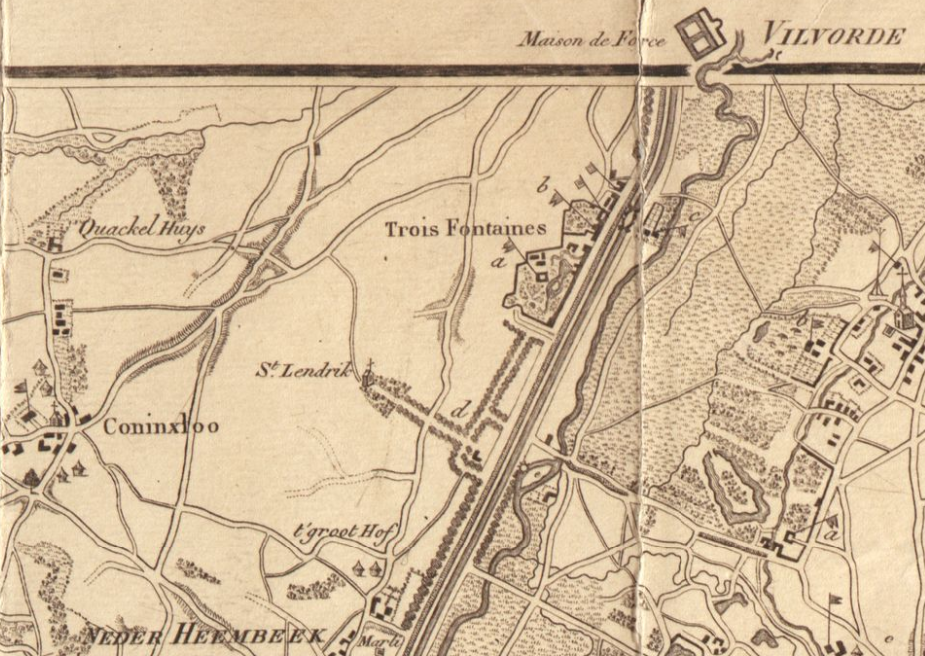
Kaart van Brussel en omgeving uit 1810, uitsnede rond Drie Fonteinen en Moriensart

In 1921 werd de gemeente Neder-Over-Heembeek geannexeerd door de stad Brussel en in 1930 verdween het gehucht. De Société Belge de l'Azote (SBA), de Compagnie de Gaz et d'Electricité en de Société Métallurgique Hainaut-Sambre bouwden in 1932 een enorme cokesfabriek op de vrijgekomen terreinen: de Cokeries de Marly. De nieuwe fabrieken werden genoemd naar Marly, een afspanning die één kilometer zuidelijker aan het kanaal gelegen was. De historische Lendrikkapel werd door Daniël Campion verhuisd naar zijn domein in Vilvoorde.
Met het beëindigen van de activiteiten van de cokesfabriek werden de gronden door de stad Brussel ontwikkeld tot het huidige bedrijventerrein Galilei.

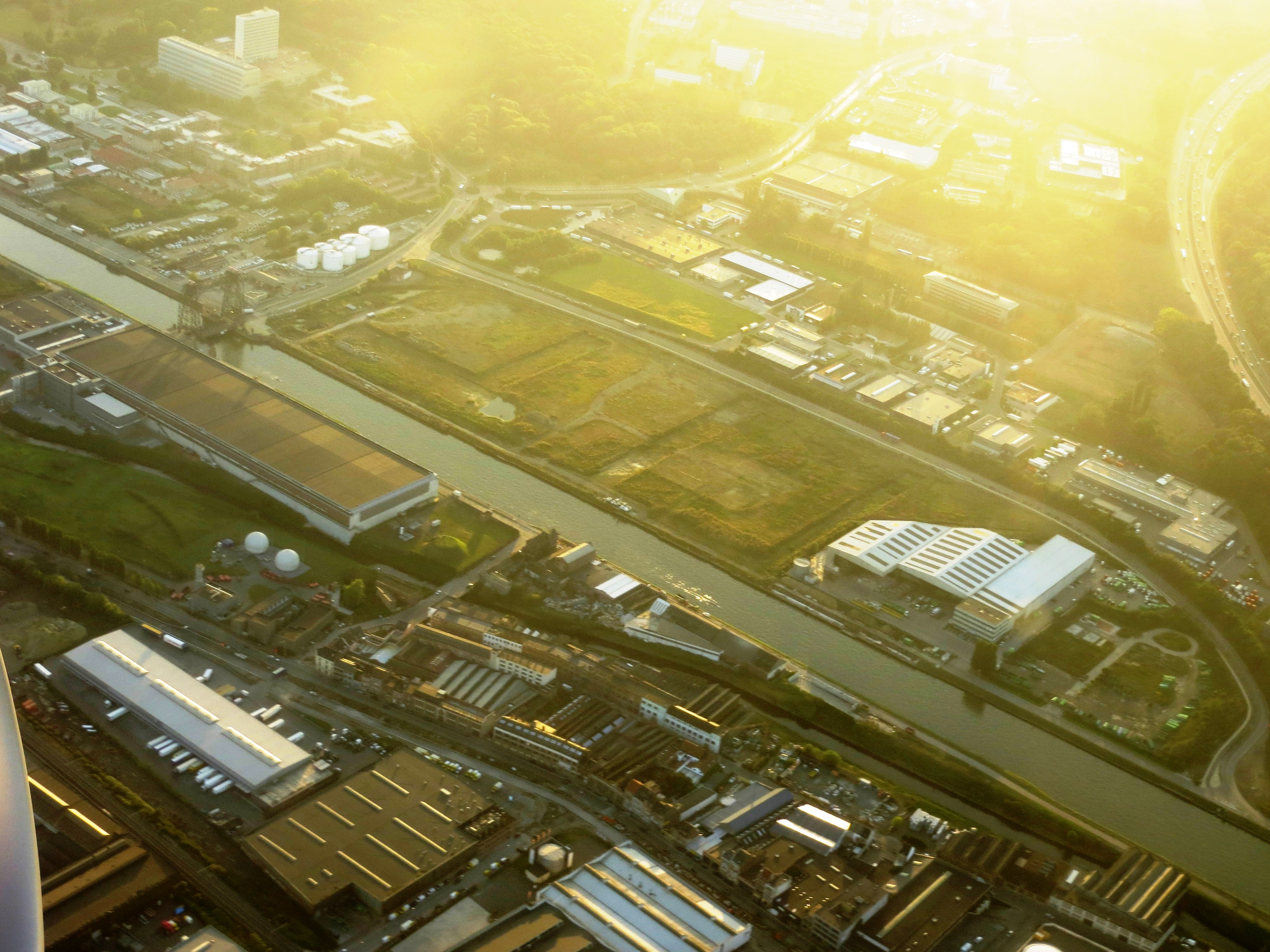
Zicht om de omgeving in 2012. Het voormalige gehucht lag rechts van de Budabrug, aan de overzijde van het kanaal.

## Adel

### Heren en vrouwen van Ransbeek
Anna Butkens was de eerste 'vrouwe van Crayenhove en Ransbeek'. Ze trouwde met Jan van Bejar, in 1629 door koning Filips IV van Spanje tot ridder geslagen. Jan van Bejar was net als zijn vader Blasius van Bejar, burgemeester van de stad Antwerpen geweest.
- Anna Butkens (c1580- 4 oktober 1625), vrouwe van Crayenhove en Ransbeek  ∞  Jan van Bejar (c1580-1634), heer van Westacker[3] en Oosthoven
- Frans van Bejar (1620-?), heer van Westacker, Oosthoven, Crayenhove en Ransbeek

### Baron van Moriensart
Op 20 juni 1668 huwde Anna Elisabeth van Bejar, dochter van Frans van Bejar, met Pierre van Coloma. Pierre zou op de plaats van de vroegere hofstede Crayenhove het kasteel van Moriensart bouwen en de eerste baron van Moriensart worden.
- Anna Elisabeth van Bejar (1651-1715), vrouwe van Westacker, Oosthoven, Crayenhove en Ransbeek  ∞ (1668)  Pierre (Peter) van Coloma (1634-1676), baron van Moriensart en Séroux
- Johan Alfons van Coloma (1677-1739), baron van Moriensart en Séroux